# آکو روشی
آکو روشی (انگلیسی: Akō Rōshi) یک فیلم رنگی ژاپنی در مورد ۴۷ رونین به کارگردانی ساداتسوگو ماتسودا است که در سال ۱۹۶۱ اکران شد.

## بازیگران
- چیه‌زو کاتائوکا
- یوروزویا کینوسوکه
- اوتا آمون ایچیکاوا
- ماتسوکاتا هیروکی
- کاتسوئو ناکامورا
- اوتومو ریوتارو
- کوتارو ساتومی
- ایتارو شیندو
- ریونوسوکه تسوکی‌گاتا
- دنجیرو اوکوچی
- ایجیرو یاناگی